# Aniceto Fernández Alonso
Aniceto Fernández Alonso OP (* 17. April 1895 in Pardesivil bei Santa Colomba de Curueño (Provinz León); † 13. Februar 1981 in Rom) war ein spanischer katholischer Ordenspriester, Hochschullehrer und Generalmagister des Dominikanerordens.

## Leben
Mit 14 Jahren trat er in das Dominikanerkolleg von Corias ein. Das Noviziat begann er im Konvent von Padrón (La Coruña), 1915 legte er die Ordensgelübde ab. Seine Studien setzte er fort im Konvent von San Esteban in Salamanca (1917–1921), wo er Lektor der Theologie wurde. Am 19. Februar 1921 wurde er zum Priester geweiht. Dann ging er an die Autonome Universität in Madrid, wo er Physik studierte. 
Fernández Alonso lehrte als Professor für Naturphilosophie im Kolleg von Corias (1926–1932), dann am Angelicum in Rom (1932–1946), wo er Dekan der Philosophischen Fakultät wurde, gleichzeitig Vertreter des Generalmagisters (1946–1950). Dann wurde er Provinzial von Spanien (1950–1962), Gründungsvorsitzender der Confederación Española de Religiosos (CONFER) (1954–1962) und Generalmagister der Dominikaner (1962–1974). In dieser Zeit nahm er am Zweiten Vatikanischen Konzil teil, förderte und redigierte die neuen Konstitutionen. Er begründete die neuen Dominikanerprovinzen von Vietnam (1967) und der Philippinen (1973), die Generalvikariate von Zentrafrika (1963) und Südafrika (1968), organisierte den ersten Missionskongress der Dominikaner (1973) und berief den Internationalen Kongress über die Gestalt des Hl. Thomas von Aquin (1974).

## Schriften
- Alabar, bendecir, predicar. Palabras de gracia y verdad: 1962-2001. Salamanca 2004. ISBN 978-84-8260-132-8
- Acta Capituli Generalis Diffinitorum Fratrum Ordinis Praedicatorum. Tallaghtae, in Conventu Sanctae Mariae, a die 17 Julii ad diem 14 Augusti MCMLXXI, sub fr. Aniceto Fernandez, Sacrae Theologiae Professore, totiusque eiusdem Ordinis Magistro celebrati. [Tagungsband des Dominikanerkongresses Tallaght 1971, Rom 1971.]